# Akashi Shiganosuke
Pour les articles homonymes, voir Akashi (homonymie).
Akashi Shiganosuke est un nom japonais traditionnel ; le nom de famille (ou le nom d'école), Akashi, précède donc le prénom (ou le nom d'artiste).
Akashi Shiganosuke (明石 志賀之助) (né vers 1600 – décédé vers 1649) est un lutteur sumo officiellement reconnu comme le 1er yokozuna. Personnage légendaire de l'histoire japonaise, son existence elle-même est sujet à controverses. Il aurait été actif durant l'ère Kan'ei (1624–1643). Il est décrit comme mesurant la taille gigantesque de 2,58 m et pesant 184 kg.

## Biographie
Il serait originaire d'Utsunomiya dans l'actuelle préfecture de Tochigi dans le centre du Japon et serait le fils de Yamanouchi Shuzen, un samouraï au service de Sumaura Rinemon.
Selon le folklore du sumo, il aurait participé à un tournoi à Yotsuya en 1624 et serait immédiatement devenu célèbre, permettant aux organisateurs de faire payer l'accès au public pour la première fois. Il aurait reçu le titre de Hinoshita Kaisan (terme bouddhiste désignant un homme d'une puissance exceptionnelle) par le troisième shogun, Tokugawa Iemitsu.
En 1800, sa réputation légendaire de grand et puissant rikishi (lutteur) est confirmée et ses exploits sont racontés et embellis au fil des ans. Il est devenu tellement légendaire que lorsque le 12e yokozuna Jinmaku Kyūgorō réalise la première liste des yokozuna en 1900, Akashi est placé au début, suivi par deux importants champions de l'époque d'Edo, Ayagawa Gorōji et Maruyama Gondazaemon. Malgré cela, Tanikaze Kajinosuke est le premier à recevoir le titre de yokozuna et à combattre en tant que yokozuna dohyo-iri et est souvent considéré comme le premier « vrai » yokozuna.